# 아둘리스

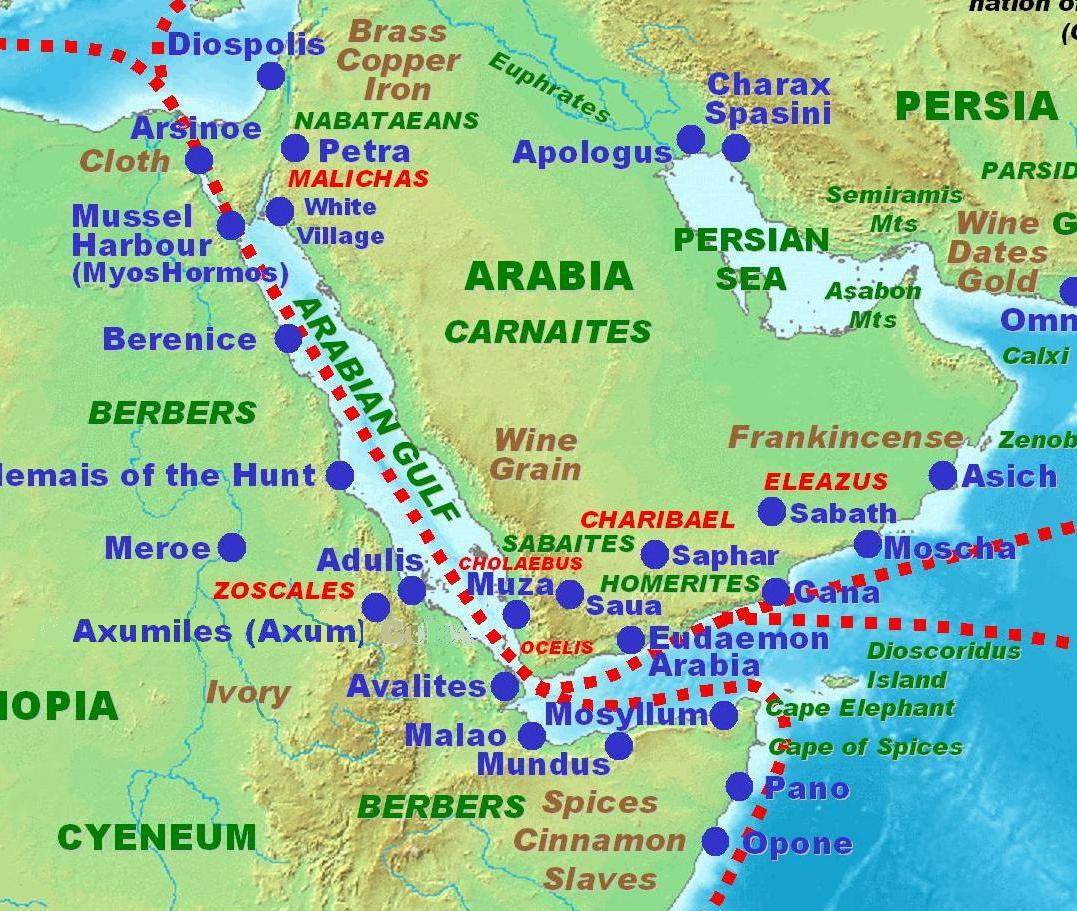

아둘리스(Adulis)는 현재의 에리트레아 북부 홍해 연안에 위치한 옛 도시로, 마사와에서 북쪽으로 30km 정도 떨어진 곳에 위치한다.
대 플리니우스가 쓴 아둘리스 항에 대한 기록에 따르면 이 곳은 악숨 왕국의 주요 항구였으며 상아와 노예, 향신료 등의 집산지였다고 전해진다. 8세기 때 아랍 국가들의 공격을 받으면서 쇠락했고 이 곳에 정착한 아랍인들이 이 곳을 파괴하게 된다.
1840년 프랑스의 한 고고학 연구 단체가 아둘리스 유적을 발굴했고 1906년 독일 고고학자들의 끊임없는 연구 끝에 아둘리스의 존재가 널리 알려지게 된다.

## 같이 보기
- 낙파 (도시)